# Rupert Haggen
Pour les articles homonymes, voir Haggen.
Rupert Williams Haggen (29 juillet 1887-19 juillet 1962) est un homme politique canadien de la Colombie-Britannique. Il est député provincial social-démocrate de la circonscription britanno-colombienne de Grand Forks-Greenwood de 1949 à 1956.
Il se retire de la vie publique pour raison de santé en ne se représentant pas lors de l'élection de 1956. Il sera remplacé à ce poste par sa conjointe, Lois Haggen.

## Biographie
Né à Napier sur l'île du Nord en Nouvelle-Zélande, Haggen arrive au Canada en 1901. Étudiant en ingénierie, il est embauché par le Canadien Pacifique. De 1909 à 1934, il pratique le métier d'ingénieur minier. Il est aussi arpenteur pour le Dominion and B.C. Land Surveyor et sert aussi comme président de la B.C. Land Surveyors' Association. En 1935, il s'installe à Rossland dans la région de Kootenays. Il pratique ensuite le travail de notaire public et ouvre des bureaux à Rossland, Grand Forks et Kelowna.
Haggen meurt à Grand Forks en février 1999 à l'âge de 91 ans.